# José Leite de Vasconcelos
José Leite de Vasconcelos Cardoso Pereira de Melo (Ucanha, 7 de juliol de 1858 — Lisboa, 17 de maig de 1941) va ser un lingüista, filòleg i etnògraf portuguès.

## Biografia
Des de petit Leite de Vasconcelos ("Vasconcellos" segons l'ortografia de l'època) observava l'ambient en el qual vivia i anotava en petits quaderns tot el que li cridava l'atenció. Als divuit anys va ser a Porto per continuar els seus estudis, llicenciant-se primer en Ciències Naturals, el 1881, i, el 1886, en Medicina, a l'Escola Mèdico-Quirúrgica, encara que únicament va exercir aquesta professió durant menys de dos anys (1885-1887), com a delegat mèdic en Cadaval, al N. de Lisboa.
La seva tesi de llicenciatura, Evolução da linguagem (1886), ja va demostrar el seu gran interès per les Lletres, que per fi ocuparien tota la seva llarga vida. Les ciències exactes li van deixar un estil investigador rigorós i exhaustiu, que va aplicar tant en Filologia, com en arqueologia o en etnografia, disciplines en les quals més tard es tornaria una referència.
Va fundar la Revista Lusitana 1887-1943, O Arqueólogo Português 1895-1931 (amb una 2a sèrie des de 1955), i l'en aquells dies anomenat Museo Etnográfico Português, instal·lat el 1893 al monestir dels Jerónimos de Belém, actualment Museu Nacional d'Arqueologia, que porta el seu nom. Aquests anys finals del segle xix van ser potser els seus més productius, donant a la impremta el 1897 el primer dels volums de la seva obra més influent i coneguda a l'estranger, As Religiões da Lusitânia (1897-1913).
Es doctorà a la Universitat de París, amb la tesi Esquisse d'une dialectologie portugaise (1901), el primer compendi important de la diatopia del portuguès (després continuat i millorat per Manuel de Paiva Boléo i Luís F. Lindley Cintra). Va ser també pioner en l'estudi de l'onomàstica portuguesa amb l'obra Antroponímia Portuguesa.
Després d'ensenyar Numismàtica i Filologia Portuguesa a la Biblioteca Nacional de Portugal, on era conservador des de 1887, en crear-se el 1911 la Facultat de Lletres de la Universitat de Lisboa, va ser nomenat en ella catedràtic de Llengua i Literatura Llatines, i de Literatura Francesa medieval. En paraules d'Antonio García y Bellido el 1955, Vasconcelos "va ser una de les majors autoritats que en Arqueologia ha produït la Península".
Va morir als 82 anys, i va deixar en el seu testament part de la seva herència científica i literària al Museo Etnológico Português -que havia fundat i dirigit fins a la seva jubilació el 1929, germen del posterior Museu Nacional de Arqueologia, al que més tard es va donar el seu nom-, incloent-hi una biblioteca amb prop de vuit mil títols, a més de manuscrits, correspondència, gravats i fotografies, que es van sumar a les col·leccions personals, etnogràfiques i arqueològiques, amb les quals mig segle enrere havia arrencat la institució.

## Obra
La llista d'obres de Leite de Vasconcelos és bastant extensa; se'n citen a continuació alguns dels seus treballs:
- O Dialecto Mirandez (1882)
- Portugal Prehistórico (1885)
- Revista Lusitana (primera serie: 1887-1943; 39 volums)
- Religiões da Lusitânia (1897-1913; tres volums) (reed. Imprensa Nacional, 1981)
- Estudos de philologia mirandesa (1900 i 1901; dos volums)
- Esquisse d'une Dialectologie Portugaise. These pour le Doctorat de l'Universite de Paris (1901 (2ª ed. ampliada: 1970, digitalitzada a , ed. crítica: 1987).
- Textos Archaicos (antologia, 1903)
- Livro de Esopo (1906)
- O Doutor Storck e a litteratura portuguesa (1910)
- Lições de Philologia Portuguesa (1911)
- História do Museu Etnológico Português (1915)
- Antroponímia Portuguesa (1928)
- Opúsculos (1928, 1928, 1929, 1931 i 1988; cinc volums)
- Etnografia Portuguesa (1933-1988, deu volums)
- Filología Barranquenha - apontamentos para o seu estudo (1940, ed. 1955)

Publicacions pòstumes:
- Romanceiro Português (ed. 1958-1960, en dos volums)
- Contos Populares e Lendas (ed. 1964, en dos volums)
- Teatro Popular Português (1974-1979)
- Cancioneiro popular português (1975)
- Epistolário de José Leite de Vasconcelos (suplement n. 1 d'O Arqueólogo Português), Museu Nacional de Arqueologia (1999) (24.289 cartes, de 3.727 corresponents)

Centenari i homenatge:
- José Leite de Vasconcellos, livro do centenário (1858-1958), edição (1960), Faculdade de Letras, Universidade de Lisboa. Imprensa Nacional Lisboa. En aquesta obra (págs. 139-269) Isabel Vilares Cepeda reuní tota la bibliografia de Leite de Vasconcelos.
- Actes en 2008 pel 150è Centenari: v. en "Enllaços externs".

## Curiositats
- En Lisboa, en la freguesia de São Vicente de Fora (Graça), així com a altres ciutats portugueses com Cadaval, Seixal (Setúbal), Miranda do Douro, o São Brás de Alportel, hi ha carrers i places dedicades a la seva memòria.